# Nueva gramática de la lengua española

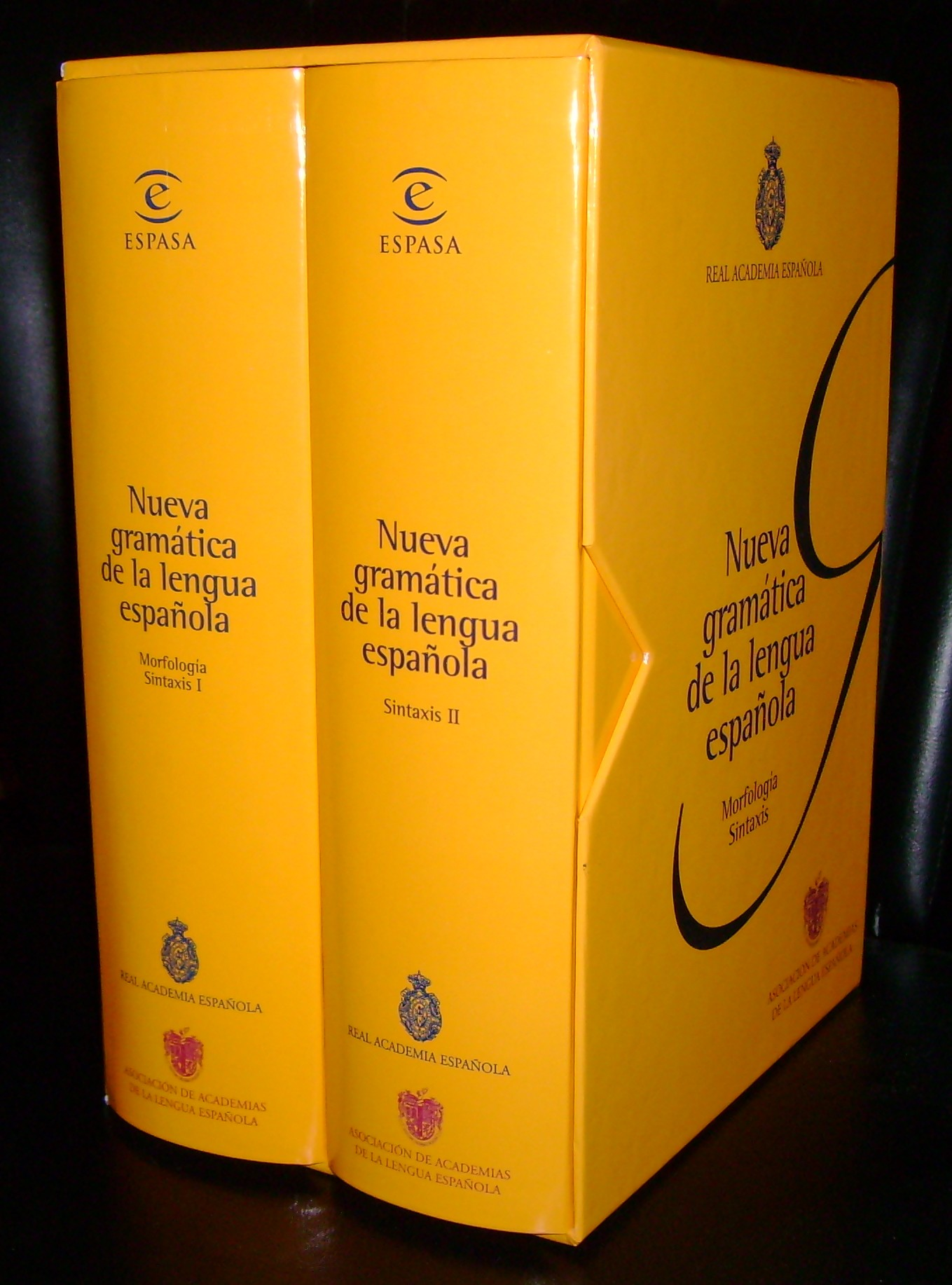
Nueva gramática de la lengua española

A Nueva gramática de la lengua española (Új spanyol nyelvtan, a továbbiakban: NGLE) a Spanyol Királyi Akadémia (RAE), valamint a Spanyol Nyelvi Akadémiák Egyesülete (ASALE) által készített akadémiai spanyol nyelvtan. Az NGLE az 1931-es kiadás óta az első hivatalos nyelvtan, s szintén az első, amelyet a 22 spanyol nyelvi akadémia készített. Szövegét 2007. március 24-én, az ASALE XIII. kongresszusán fogadták el a kolumbiai Medellínben. A mű első két kötete (Morfología, Sintaxis) 2009. december 4-én jelent meg az ESPASA kiadó gondozásában, s december 10-én a spanyol királyi család mutatta be az akadémia madridi székhelyén. A harmadik, DVD-mellékletet tartalmazó Fonética y fonología című kötetet 2011 decemberében publikálták.

## A mű leírása

### Általános jellemzés
Az NGLE két fő kiadványból áll. Az első két összetartozó kötetet foglal magában, amely mintegy 3800 oldalon foglalkozik a spanyol nyelv alak- és mondattanával. A 2011-ben kiadott harmadik, 608 oldalas fonetikai és fonológiai kötet külön kezelendő, amely DVD-mellékletet is tartalmaz a kiejtés területi különbségeinek bemutatására. A mű a mai spanyol nyelv feltérképezésére hivatott, s a RAE az alábbi fő tulajdonságokkal jellemezte:
- kollektív – a 22 spanyol nyelvi akadémia készítette, így a nyelv összes területi változatát bemutatja.
- pánhispán – tükrözi a spanyol nyelv egységét és változatosságát.
- leíró – bemutatja a nyelvet alkotó szabályszerűségeket és aprólékosan elemzi minden egyes szerkezet sajátosságait.
- normatív – ajánlatot tesz egyes formák használatára, másokat ellenjavall.
- összegző – összekapcsolja a hagyományt az újdonsággal. Bemutatja a spanyol nyelvtanról készült klasszikus és modern tanulmányokat egyaránt.
- praktikus – hivatkozási alapot teremt nyelvtanulók és egyetemi tanárok számára, sokféle szinten.

Fő célkitűtzései, hogy
- leírja az általánosan használt spanyol saját nyelvtani szerkezeteit, egyúttal megfelelően tükrözze a hang-, alak- és mondattani változatokat;
- normatív jellegű ajánlásokat tegyen;
- hivatkozási alapot képező mű legyen a spanyol nyelv ismerete és tanítása vonatkozásában.

### Újdonságok
Különös figyelem az amerikai nyelvhasználatra
Akadémiai nyelvtanban első alkalommal fordítanak kiemelt figyelmet a különböző területek nyelvhasználatára. A földrajzi változatok leírása kettős forrásból származik: egyfelől időszerű szövegekből, másrészt az amerikai beszélők nyelvhasználatából.
Széles körű és változatos dokumentációs alap
Az NGLE felépítése a legkülönfélébb jellegű (irodalmi, bemutató, tudományos, sajtó- és szóbeli) szövegek széles gyűjteményére támaszkodik. Az idézett szövegek jegyzéke az egyik legbővebb azok közül, melyeket valaha spanyol nyelvészeti tanulmányban használtak. Közel 3700 bibliográfiai utalást tartalmaz, amely több mint 2000 szerzőt és 300 médiát foglal magába, melyek a hispán világ minden korszakából és területéről származnak.

### Tartalom
A mű első két kötete (Morfología, Sintaxis) három alapvető részből tevődik össze:
1. Általános kérdések, ahol a nyelvtan részeinek, a köztük lévő kapcsolatoknak, valamint a nyelvtani elemzés alapvető egységeinek leírása található.
2. Morfológia (szóalaktan), amely a szavak belső szerkezetét vizsgálja.
3. Szintaxis (mondattan), amely a szavak elrendezéséből és kombinációjából álló funkcionális szerkezetek alkotásának vizsgálatával foglalkozik.

A harmadik kötet (Fonética y fonología) a következő fejezetekből áll:
1. Fonetika és fonológia, általános kérdések (Fonética y fonología. Cuestiones generales)
2. A beszédhangok tanulmányozása (El estudio de los sonidos del habla)
3. A magánhangzók (Las vocales)
4. Az obstruens mássalhangzók: zárhangok (Las consonantes obstruyentes oclusivas)
5. Az obstruens mássalhangzók: réshangok és zár-rés hangok (Las consonantes obstruyentes fricativas y africadas)
6. A szonoráns mássalhangzók (Las consonantes sonantes)
7. A szegmentális rendszer végkövetkeztetései (Conclusiones del sistema segmental)
8. A szótag (La sílaba)
9. A hangsúly (El acento)
10. A hanglejtés (La entonación)
11. Függelékek (Apéndices)
12. DVD-melléklet: Las voces del español. Tiempo y espacio (A spanyol nyelv hangjai. Idő és tér) – interaktív nyelvtörténeti és fonetikai-fonológiai ismeretterjesztő és oktatóprogram, szövegekkel, ábrákkal és hangmintákkal valamennyi spanyol nyelvű országból.

## Kiadási változatok
- Az NGLE I–II. kötete (Morfología, Sintaxis) a célközönség eltérő igényeinek való megfelelés érdekében három változatban kerül bemutatásra:
  - Nueva gramática de la lengua española (teljes változat). A teljes és részletes szöveget tartalmazza. Használható éppúgy általános konzultációs műként, mint egyetemi szintű tanulmányként.
  - Manual (Kézikönyv). 750 oldalas kötet, tömör és oktató jellegű, amely kifejezetten spanyoltanároknak és -tanulóknak szól nem egyetemi szinten, s az összes általános műveltségű spanyol ajkúnak.
  - Gramática básica (Alapnyelvtan). 250 oldalas kötet, amelyet a nagyközönségnek szántak, s könnyen felhasználható az iskolában is. Az alapvető fogalmakat mutatja be lényegesen leegyszerűsítve.
- A III. kötet (Fonética y fonología) külön kiadványként kezelendő.

Az Akadémiák célja annak elérése, hogy az Új spanyol nyelvtan, a különböző változataival, eljusson valamennyi spanyol ajkúhoz: a felhasználókhoz, valamint a szakemberekhez és kutatókhoz; azokhoz, akiknek a spanyol első vagy második nyelve, valamint a spanyoltanárokhoz a különféle akadémiai szinteken.